# J1148+5251
QSO J1148+5251 est un  quasar très lointain et un très peu lumineux. Ce quasar n'émet que dans le domaine des infrarouges et des ondes radio . Il se situe dans la constellation de la Grande Ourse à plus de 12,8 milliards d'années-lumière.

## Découverte
QSO J1148+5251 a été découvert lors d'une étude faite par le Sloan Digital Sky Survey II comme l'objet J114816.64+525150.3.

## Caractéristiques
La caractéristique principale de J1148+5251 est qu'il s'agit de l'un des quasars les plus éloignés de la Terre. Son redshift a été mesuré à z = 6,419 ce qui est équivalent à un temps de trajet de la lumière de 12,84 milliards d'années. Son décalage spectral dû à l'expansion de l'Univers fait que sa raie en émission Lyman alpha est décalée de 121,6 nm jusqu'à 901,2 nm, soit du domaine ultraviolet jusqu'à l'infrarouge. Le spectre de J1148+5251 montre l'effet Gunn-Peterson à gauche de la raie Lyman alpha. L'absorption de Gunn-Peterson est causé par des nuages d'hydrogène neutre (qui n'étaient pas encore ionisés) sur le trajet de la lumière entre le quasar et la Terre. C'est un signe clair que la lumière du quasar a été émise à l'époque de la réionisation de l'univers. Le quasar contient un trou noir supermassif de 3 milliards de masses solaires.